# Sonia Petrovna
Sonia Petrovna  (n. 13 ianuarie 1952, Neuilly-sur-Seine, Seine, Franța)  este o dansatoare și actriță franceză.  

## Biografie
Sonia Petrovna a luat lecții de dans de la vârsta de șase ani și a activat în ansamblul Ballet de l’Opéra de Paris la Opera din Paris. La invitația dansatorului și coregrafului francez Roland Petit, ea a apărut în unele dintre spectacolele de balet ale casei și a câștigat astfel primele experiențe artistice.
Ulterior, s-a dedicat actoriei și a lucrat cu regizori cunoscuți, precum Luchino Visconti, Valerio Zurlini și Umberto Lenzi, atât pentru cinematografie cât și pentru televiziune în Italia, Statele Unite și în țara sa natală, Franța.
Este soția compozitorului Laurent Petitgirard.

## Filmografie selectivă

### Cinema
- 1971 Le Feu sacré, regia Vladimir Forgency
- 1972 Prima noapte de liniște (La prima notte di quiete), regia Valerio Zurlini
- 1972 Ludwig, regia Luchino Visconti
- 1974 Amore, regia Henry Chapier
- 1974 Un hombre como los demás, regia Pedro Masó
- 1974 Di mamma non ce n'è una sola, regia Alfredo Giannetti
- 1978 El terrorista, regia Víctor Barrera
- 1978 Flashing Lights, regia Jacques Scandelari
- 1979 Hierba salvaje, regia Luis María Delgado
- 1984 Corruzione a New York (Not for Publication), regia Paul Bartel
- 1986 La nuit du risque, regia Sergio Gobbi
- 1987 D'Annunzio, regia Sergio Nasca
- 1987 Les nouveaux tricheurs, regia Michael Schock
- 1988 La posta in gioco, regia Sergio Nasca
- 1988 Le prime foglie d'autunno, regia Raimondo Del Balzo
- 1989 Saremo felici, regia Gianfrancesco Lazotti
- 1989 Obbligo di giocare - Zugzwang, regia Daniele Cesarano
- 2004 Innocence, regia Lucile Hadžihalilović